# Bursaspor
Bursaspor je turški nogometni klub, ki je bil ustanovljen leta 1963 v Bursa.